# Saint-Jean-sur-Moivre
Saint-Jean-sur-Moivre è un comune francese di 207 abitanti situato nel dipartimento della Marna nella regione del Grand Est.

## Società

### Evoluzione demografica
Abitanti censiti